# Hispar Muztagh

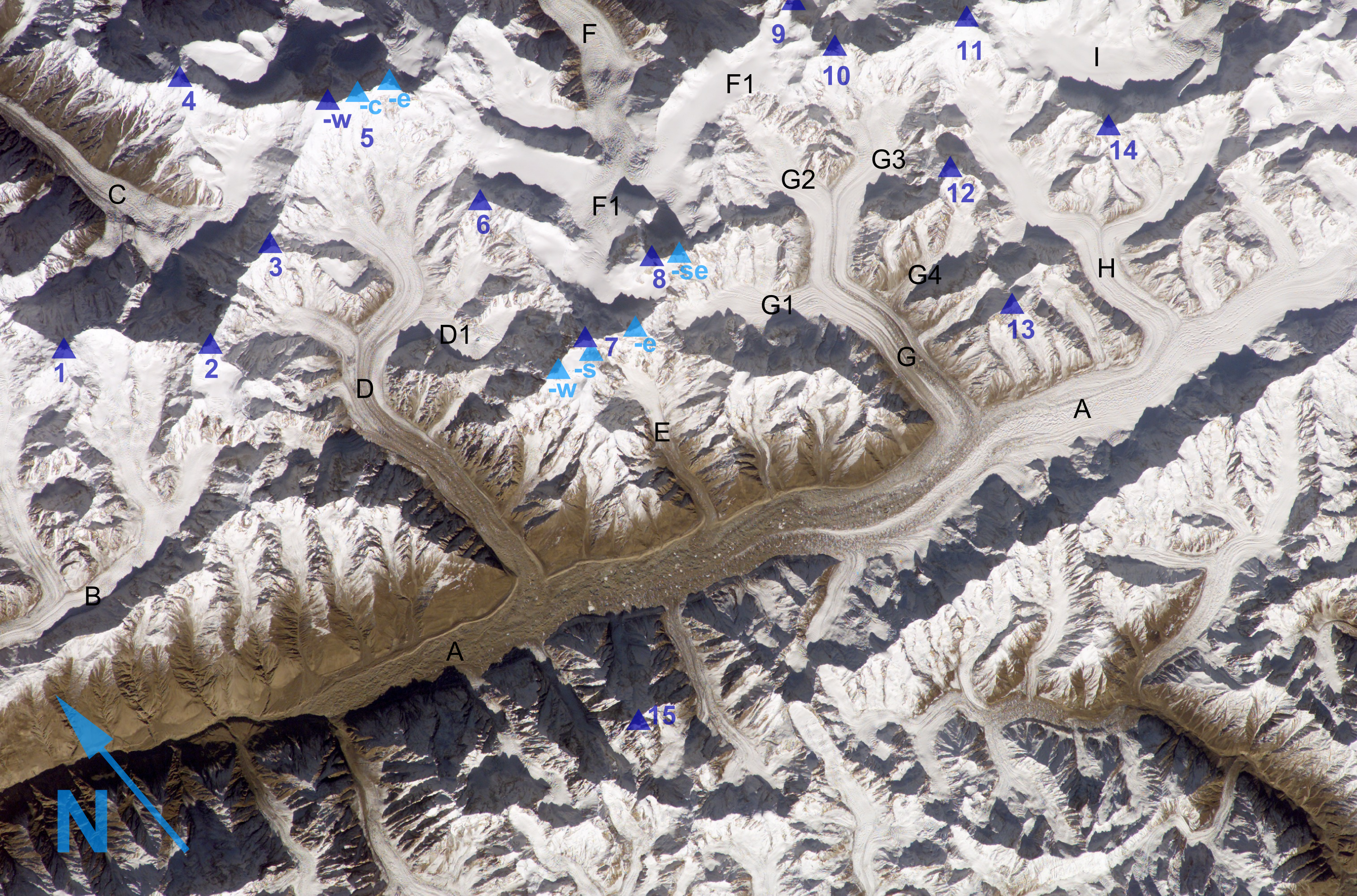
Hispar Muztagh i Lodowiec Hispar, widok z Międzynarodowej Stacji Kosmicznej (ISS). Kliknij w zdjęcie, by zobaczyć powiększenie z listą szczytów.

Hispar Muztagh to grupa górska w łańcuchu Karakorum. Grupa ta leży między regionem Gojal w północnym Pakistanie, a doliną rzeki Hunza. To druga pod względem wysokości grupa górska w Karakorum, po Baltoro Muztagh.
Najwyższe szczyty:
- Distaghil Sar       	7885
- Kunyang Chhish           7823
- Kanjut Sar 	        7760
- Trivor                   7577